# 漠源乡
漠源乡是中国福建省三明市将乐县下辖的一个乡。

## 行政区划
漠源乡共辖8个行政村，分别是：
漠源村、上洋村、伍坊村、湖管村、张源村、坡坑村、大坊村、圭洋村。